# Rozdělení F
V teorii pravděpodobnosti a statistice je rozdělení F, známé také jako Snedecorovo nebo Fisherovo–Snedecorovo rozdělení (podle Ronalda Fishera a George W. Snedecora), spojité rozdělení pravděpodobnosti, které se často vyskytuje jako rozdělení testovací statistiky za předpokladu platnosti nulové hypotézy, a to u takzvaného F-testu, především v analýze rozptylu (ANOVA).
Náhodná proměnná mající rozdělení F s parametry d1 a d2 vzniká jako podíl dvou vhodně škálovaných nezávislých proměnných s rozdělením chí-kvadrát:
{\displaystyle X={\frac {U_{1}/d_{1}}{U_{2}/d_{2}}}}
kde
- U1 a U2 mají rozdělení chí-kvadrát s d1 a d2 stupňů volnosti a
- U1 a U2 jsou nezávislé.

V případech, kdy se používá rozdělení F, například v analýze rozptylu, bývá nezávislost U1 a U2, dokazována použitím Cochranovy věty.

## Definice
Nechť náhodná proměnná X má rozdělení F s parametry d1 a d2, což zapisujeme X ~ F(d1, d2). Pak hustota pravděpodobnosti (pdf) X je dána funkcí
{\displaystyle {\begin{aligned}f(x;d_{1},d_{2})&={\frac {\sqrt {\frac {(d_{1}\,x)^{d_{1}}\,\,d_{2}^{d_{2}}}{(d_{1}\,x+d_{2})^{d_{1}+d_{2}}}}}{x\,\mathrm {B} \!\left({\frac {d_{1}}{2}},{\frac {d_{2}}{2}}\right)}}\\&={\frac {1}{\mathrm {B} \!\left({\frac {d_{1}}{2}},{\frac {d_{2}}{2}}\right)}}\left({\frac {d_{1}}{d_{2}}}\right)^{\frac {d_{1}}{2}}x^{{\frac {d_{1}}{2}}-1}\left(1+{\frac {d_{1}}{d_{2}}}\,x\right)^{-{\frac {d_{1}+d_{2}}{2}}}\end{aligned}}}
pro reálně x > 0, kde B je beta funkce. V mnoha aplikacích jsou parametry d1 a d2 přirozená čísla, ale distribuce je dobře definovaná pro libovolné kladné reálné hodnoty těchto parametrů.
Kumulativní distribuční funkce je
{\displaystyle F(x;d_{1},d_{2})=I_{\frac {d_{1}x}{d_{1}x+d_{2}}}\left({\tfrac {d_{1}}{2}},{\tfrac {d_{2}}{2}}\right),}
kde I je regularizovaná neúplná beta funkce.